# Альенде, Хосе
Хосе Альенде (исп. José Allende; 1793, Лима, вице-королевство Перу, Испанская империя — 29 июня 1873, Лима) — перуанский политический, военный и государственный деятель, премьер-министр Перу (1864—1865 и 1871—1872), военный и военно-морской министр (1853—1855, 1864—1865 и 1871).

## Биография
Военную карьеру начал курсантом корпуса вице-короля. В звании младшего лейтенанта вступил в элитный Вольтигерский гвардейский батальон, который отказался в 1820 году от поддержки роялистов и перешёл на сторону патриотов, боровшихся за независимость колоний от Испанской империи.
В 1820—1824 годах участвовал в Войне за независимость Перу. Позже присоединился к армии С. Боливара, получил ранение в сражении при Хунине (1824). В чине подполковника участвовал в Колумбийско-перуанской войне (1828—1829).
После свержения президента Хосе де ла Мара, служил военным судьёй. Был сторонником генерала Педро Пабло Бермудеса, командовал его штабом во время кампании, которая велась в центральных горах страны.
Был Алькайдом (мэром) Пласа-де-Лима (1836) и субпрефектом Уанкайо (1838). За выступления против Мануэля Игнасио де Виванко выслан из Перу. В 1843—1844 годах — участник Гражданской войны в Перу. В 1850 году служил директором Центральной военной школы.
В 1854 году ему было присвоено звание бригадного генерала. В 1853—1855 и 1864—1865 годах занимал пост военного министра Перу. Затем принял на себя руководство Генеральным штабом. Вновь был назначен военным министром в 1871 году и занимал эту должность всего четыре месяца.
В 1864—1865 и 1871—1872 годах — премьер-министр Перу.